# Sercotel Hotel Group
Sercotel Hotel Group és una cadena hotelera espanyola amb seu central a Barcelona. El seu portfolio inclou hotels a Espanya, Andorra, Portugal, Itàlia, Colòmbia, Equador, Mèxic i Panamà. Sercotel és un acrònim que prové de Serveis Comercials Hotelers. El 2005 era la segona cadena de la península en nombre d'hotels i el 2014 tenia 135 establiments afiliats (2015: 114).
El grup compta amb marques regionals i internacionals, entre les quals es troben Sercotel Hotels, Esentia Hotels i Kalma Hotels & Resorts, així com les marques internacionals de Choice Hotels: Clarion Hotels, Quality Hotels, Comfort Hotels i Ascend Hotels.
Té oficines a Madrid i delegacions comercials a Bilbao, Sevilla i València. Sercotel Hotel Group neix a Barcelona el 3 de gener de 1994, de la mà dels seus socis fundadors: Marisol Turró, Javier Garro i Benjamí Sanz. Al començament Sercotel Hotels volia donar ajuda comercial a hotels independents que no podien competir amb les grans cadenes. El 2005 el grup esdevé soci del Grup Corporatiu Landon. Deu anys més tard, Sercotel Hotels obre una seu a Colòmbia. El grup va obrir el 2015 una seu a Bogotà a l'estat de Colòmbia, des d'on es gestionen els hotels de Llatinoamèrica. El 2018, Sercotel Hotels firma una aliança comercial internacional amb el grup Choice Hotels.
Coincidint amb el 25 aniversari de la cadena, el 2019 neix Sercotel Hotel Group, una nova identitat corporativa per donar resposta a la diversificació de les diferents marques i l'expansió internacional.